# Азикеево (Белорецкий район)
Азике́ево (баш. Әзекәй) — село в Белорецком районе Башкортостана России. Центр Азикеевского сельсовета.
Расположено  на совпадающем участке региональных автодорог 80К-026 Стерлитамак — Белорецк — Магнитогорск и 80К-031 Уфа — Инзер — Белорецк.

## Географическое положение
Расстояние до:
- районного центра (Белорецк): 12 км,
- ближайшей ж.-д. станции (Белорецк): 7 км,
- города Магнитогорска: 100 км.

## История
Название происходит от  личного башкирского имени Азикей (баш. Әзекәй) .

## Население
| 2002 | 2009 | 2010 |
| ---- | ---- | ---- |
| 359  | ↗466 | ↘399 |

## Уличная сеть

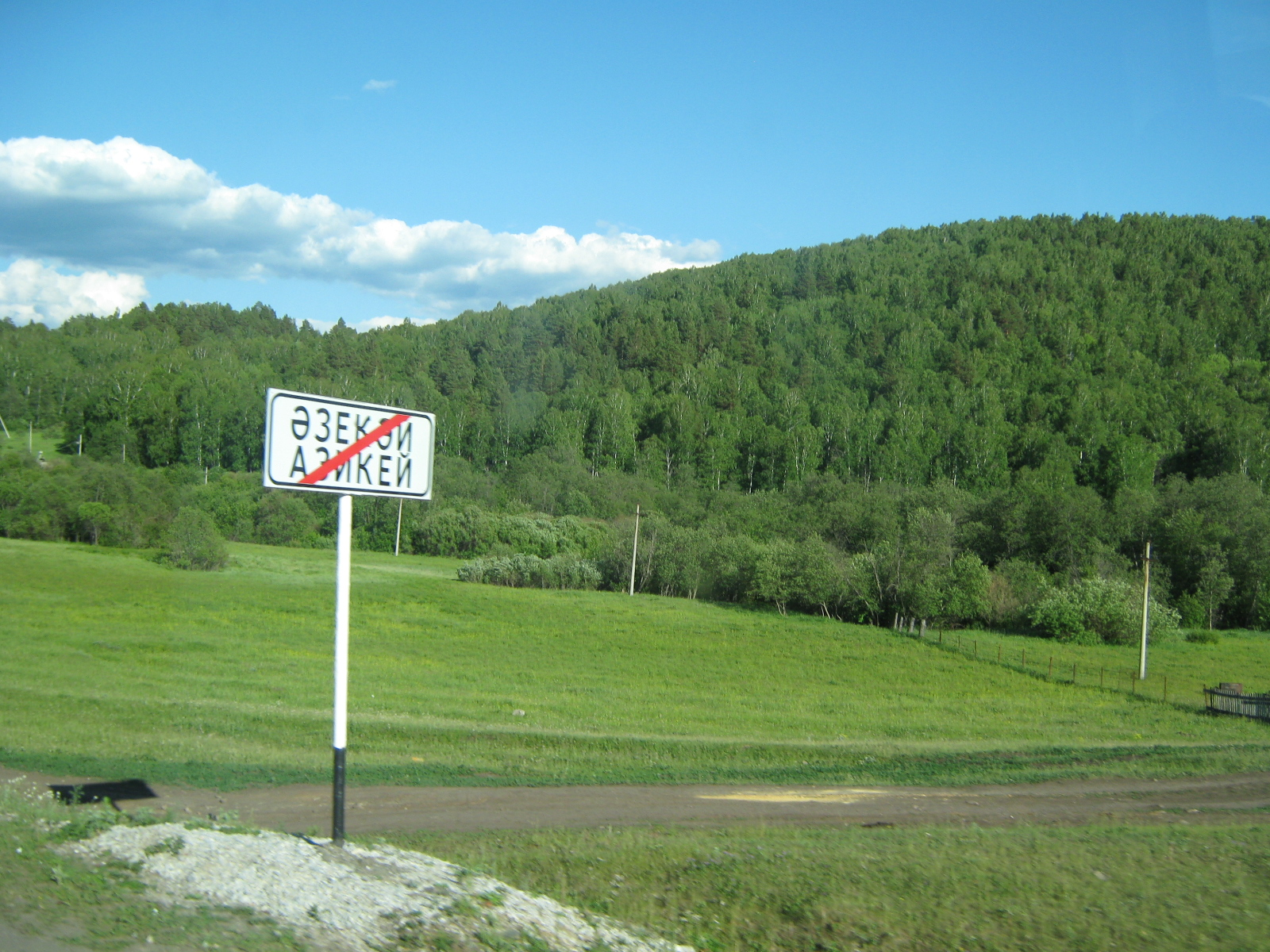
Выезд из села

- ул. Акмуллы;
- Берёзовая ул.;
- ул. Валиди;
- Горная ул.;
- ул. Губайдуллина;
- Лесная ул.;
- Молодёжная ул.;
- Советская ул.;
- Центральная ул.;
- ул. Шаймаратова;
- ул. Юлаева.

## Религия
В селе есть мечеть «Маргуба».